# Ropica immista
Ropica immista là một loài bọ cánh cứng trong họ Cerambycidae.